# Mutale Nalumango
Mutale Nalumango est une femme politique zambienne, née le 1er janvier 1955 dans le district de Kaputa. Elle est élue vice-présidente en 2021, aux côtés du président Hakainde Hichilema.

## Biographie

### Carrière professionnelle
Mutale Nalumango naît en 1955 dans le district de Kaputa, où elle grandit. Elle perd son père lorsqu'elle à cinq ans et est élevée par sa mère. Elle étudie à la Kasama Girls Secondary School puis suit une formation d'enseignante à la Nkrumah Teacher's Training College.
Elle suit une carrière de professeure d'anglais et d'histoire durant vingt-cinq ans. Elle est successivement senior teacher à la Munali Secondary School de Lusaka, deputy head teacher (en) de l'école puis à la Burma Basic School.
Membre du Syndicat des enseignants des écoles secondaires de Zambie, elle en devient la vice-présidente en 1995.

### Carrière politique
Mutale Nalumango est élue députée du Movement for Multiparty Democracy (MMD) Kaputa en 2001. Elle est réélue aux élections législatives de 2006, puis devient vice-présidente de l'Assemblée nationale. Elle occupe également les fonctions de ministre du Travail et de la Sécurité sociale, puis de ministre de l'Information et de la Radiodiffusion.
Elle n'est pas réélue aux élections de 2011, où elle battue par le candidat du Front patriotique Maxas Ng'onga. Elle quitte le MMD pour le Parti unifié pour le développement national (UPND), dont elle est nommée vice-présidente en février 2021.
Elle est élue vice-présidente à l'élection présidentielle de 2021, où elle forme avec Hakainde Hichilema le principal ticket de l'opposition au président sortant Edgar Lungu. Ils obtiennent 59 % des suffrages exprimés. Succédant à Inonge Wina, elle devient ainsi la deuxième femme de l'histoire à exercer les fonctions de vice-présidente de la république de Zambie. 